# Arthie Schimmel
Artha Johanna (Arthie) Schimmel (Den Haag, 2 maart 1953) is een Nederlands politicologe en politica voor D66.
Schimmel groeide op in Zeeland en doorliep de HBS in Middelburg. Daarna studeerde ze politicologie aan de Rijksuniversiteit Leiden. Na haar studie werkte ze als lerares maatschappijleer in Rotterdam. Van 1979 tot 1985 was ze directeur van het Scholings- en vormingsinstituut van D66. Van 1985 tot 1989 werkte ze als beleidsmedewerker arbeidsvoorwaarden bij de PTT.
In 1987 werd ze lid van de Provinciale Staten van Zuid-Holland. In 1989 werd ze gekozen als lid van de Tweede Kamer. Ze zou tot 2002 in de Kamer blijven. In de Tweede Kamer was ze voor haar partij woordvoerder op het gebied van Sociale Zaken. Na haar kamerlidmaatschap trad ze in dienst bij een organisatie voor emancipatie, gezin en diversiteit. Daarnaast vervult ze verschillende bestuurs- en adviesfuncties.
Schimmel stond in 2010 voor de Tweede Kamerverkiezingen namens D66 wederom op de kandidatenlijst, op plaats 49.
- Nederlandse Thesaurus van Auteursnamen: 168609533
- Parlement.com: vg09llqnd3qs
- Virtual International Authority File: 289864976
- WorldCat: E39PBJxhq9VGgpfGXpRfJvPPcP